# Rohrglas
Rohrglas ist Glas, das in Röhrenform produziert wird.

## Geschichte
Rohrglas wurde bis ins 19. Jahrhundert ausschließlich durch Mundblasen, also diskontinuierlich aus einer Charge oder einem Glasposten hergestellt. 1912 entwickelte E. Danner (Libbey Glass Company) in den USA das erste kontinuierliche Röhrenziehverfahren, es arbeitet in horizontaler Richtung. 1918 erhielt er dafür ein Patent.
1929 wurde in Frankreich von L. Sanches-Vello ein vertikales Ziehverfahren ausgearbeitet.

## Herstellungsverfahren
Rohrglas wird in diversen Glassorten (z. B. Borosilikat, Aluminosilicat, Natronkalk, Blei oder Quarzglas) und in Durchmessern von wenigen Millimetern bis zu mehreren Zentimetern produziert. Bei den meisten Produktionsverfahren wird direkt aus der Schmelze ein „unendliches langes“ Glasrohr gezogen, von dem nach dem Durchlaufen einer Rollenbahn bis zur Ziehmaschine etwa 1,5 m lange Stücke abgeschlagen werden.

Produktionslinie für vertikalen Rohrzug, von rechts: Glasrohr im freien Durchhang, Rollenbahn, Ziehmaschine und Absprengeinrichtung, Verpackung

Die drei dabei gebräuchlichen Verfahren unterscheiden sich in der Ziehrichtung:

### Ziehrichtung waagerecht

#### Danner-Verfahren

Schnitt durch einen Danner-Rohrzug – blau: rotierende Danner-Pfeife mit Antrieb und Blasluftanschluss, orange: flüssiges Glas und Ziehrichtung

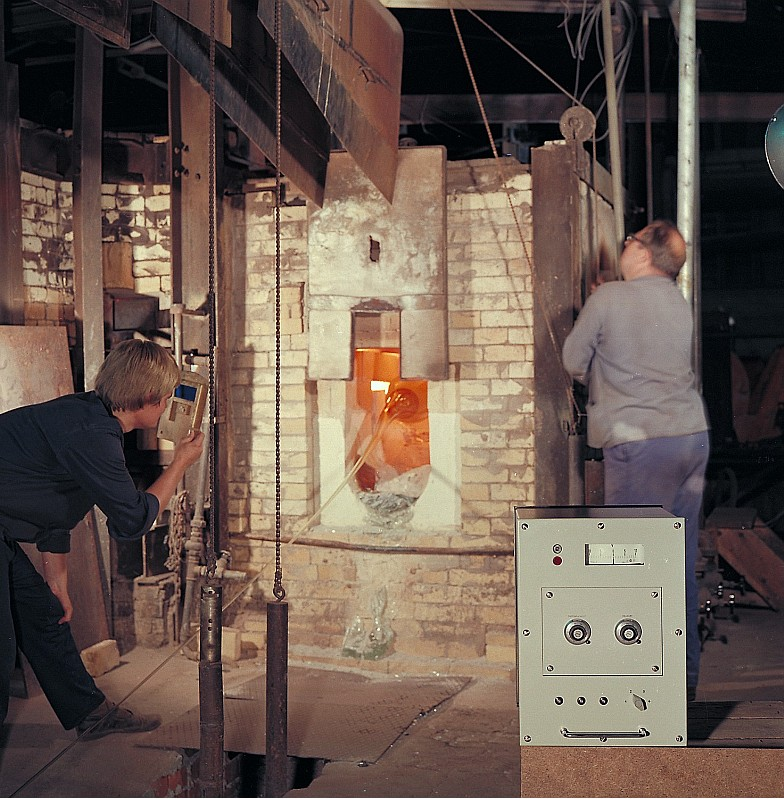
Danner-Ziehmuffel im VEB Glaswerk Weißwasser

Beim Danner-Verfahren läuft das schmelzflüssige Glas aus dem Speiser als Band auf einen schräg nach unten geneigten, rotierenden keramischen Hohlzylinder, die Dannerpfeife. Durch die hohle Pfeife wird Druckluft geblasen, um zu verhindern, dass das Glasrohr zusammenfällt. An der Spitze der Pfeife bildet sich die sogenannte Ziehzwiebel, von dieser wird das Glasrohr im freien Durchhang auf eine horizontale Ziehbahn abgezogen.
Wird die Ziehgeschwindigkeit konstant gehalten, bewirkt eine Erhöhung des Blasluftdruckes größere Durchmesser und geringere Wandstärken; verringert man hingegen die Ziehgeschwindigkeit bei konstanter Blasluftzufuhr, so entstehen Röhren mit größeren Wandstärken.
Mit diesem Verfahren lassen sich Rohrdurchmesser zwischen 2 und 60 mm realisieren.

#### Vello-Verfahren

Schnitt durch einen Vello-Rohrzug – blau: Dorn mit Blasluftanschluss, orange: flüssiges Glas und Ziehrichtung

Beim Vello-Verfahren läuft das Glas durch einen ringförmigen Schlitz aus dem Boden des Speisers. Dieser Schlitz wird zwischen der runden Auslaufdüse des Speisers und einer höhenverstellbaren, hohlen Nadel (auch Dorn) gebildet. Auch hier wird das Rohr mit Druckluft „aufgeblasen“ Das zunächst in senkrechter Richtung austretende Glasrohr wird anschließend im freien Durchhang in die Waagerechte umgelenkt.
Der Düsendorn muss exzentrisch zur Ziehdüse eingestellt werden, um ungleichmäßige Wandstärken zu vermeiden. Daher besitzt das entstehende Rohr anfangs verschiedene Wandstärken, die sich nach dem Umbiegen ausgleichen.
Mit diesem Verfahren lassen sich Rohrdurchmesser zwischen 1,5 und 70 mm erzeugen; der Durchsatz ist höher als beim Danner-Verfahren. Weiterhin ist es hier möglich, Gläser mit leicht flüchtigen Bestandteilen wie Boraten (Borosilikatglas) und Bleioxiden (Bleiglas) zu verwenden, da die Temperaturen an der Ziehdüse niedriger liegen als in der Danner-Muffel.
Ohne Nadel können auch Glasstäbe produziert werden, wobei der Durchmesser über die Düse sowie die Ziehgeschwindigkeit eingestellt wird.
Wegen des senkrechten Glasaustrittes werden heute stellenweise auch Draw-Down-Verfahren unter dem Sammelbegriff Vello geführt, obwohl bei diesen keine Zwangsumlenkung in die Waagerechte erfolgt.
Danner- und Vello-Verfahren werden für die Produktion von dünnwandigen Glasrohren relativ geringen Durchmessers eingesetzt, wobei Durchsätze bis zu 55 Tonnen pro Tag erreicht werden.

### Ziehrichtung senkrecht nach unten (Draw-Down)
Das Draw-Down-Verfahren ist im Prinzip dem Vello-Verfahren gleich, wobei hier das Glasrohr nicht umgelenkt wird, sondern in vertikaler Richtung abgezogen wird.
Im Draw-Down können Rohre mit Maximaldurchmessern von 350 mm und Wanddicken von 2 bis 10 mm erzeugt werden. Für Borosilikatglas (35 mm Durchmesser) lässt sich eine Ziehgeschwindigkeit von 0,3 m/min erreichen.

### Ziehrichtung senkrecht nach oben (Vertikal-Rohrziehen)
Hier wird das Glasrohr nicht mittels eines Dorns geformt, sondern aus der freien Badoberfläche abgezogen. Eine Düse ragt von unten in eine Ziehdüse, über die die Luft ins Glasrohr eingeblasen wird. Die Düse gibt außerdem der Ziehzwiebel Halt, sodass diese nicht seitlich auswandert.
Da die beim Vertikal-Rohrziehen erreichte Qualität und Ziehgeschwindigkeit relativ gering sind, hat dieses Verfahren heute fast keine praktische Bedeutung mehr.

### Weitere Verfahren
Glasrohre mit sehr großen Durchmessern (20 bis 100 cm), wie sie für Anlagen der chemischen Industrie benötigt werden, werden durch Schleudern oder Blasen hergestellt. Dabei ist allerdings nur die Produktion von relativ kurzen Rohrstücken von bis zu einem Meter, sogenannten Rohrschüssen, möglich.

### Bedeutende Hersteller
Zu den weltweit führenden Herstellern von Spezialglasröhren gehört die Schott-Rohrglas in Mitterteich; ein weiterer Produzent von Rohrglas waren die Technischen Glaswerke Ilmenau (TGI) in Ilmenau (Thüringen), welche 2014 insolvent gemeldet wurden. Ein bedeutender Weiterverarbeiter von Rohrglas in Deutschland ist die Duran Group GmbH in Wertheim.

## Anwendung
Weiterverarbeitet wird Rohrglas beispielsweise zu Gehäusen für elektronische Bauelemente, Leuchtmitteln, pharmazeutischen Produkten (z. B. Ampullen, Medikamentenfläschchen oder hochwertige Spritzen), Laborgeräten sowie für industrielle Anwendungen (z. B. Glaskörper für Sprinkleranlagen und vieles mehr).